# Tate City
 (avril 2025).
Tate City est une census-designated place située dans le comté de Towns, dans l’État de Géorgie, aux États-Unis. Lors du recensement de 2020, elle comptait 27 habitants.